# Отто Шнайтбергер
Отто Шнайтбергер (нім. Otto Schneitberger; нар. 29 вересня 1939, Бад-Тельц, Баварія, Німеччина) — колишній німецький хокеїст, захисник та тренер. Включений  до Залу хокейної слави Німеччини в 2006 році.
Кар'єру розпочав у 1950 в лавах рідного клубу «Бад Тельц». Разом з граючим тренером Гансос Рампфом став чемпіоном Німеччини в сезоні 1961/62. З 1964 продовжив кар'єру виступаючи за Дюссельдорф ЕГ у складі якого став вдруге чемпіоном у сезоні 1966/67.
Як гравець національної збірної виступав на зимових Олімпійських іграх 1960, 1964 та 1972 років, а також на чемпіонаті світу 1975 року.
Після завершення кар'єри гравця працював головним тренером клубів «Крефельдер» ЕВ, «Дюссельдорф» ЕГ, «Кельн», «Ізерлон» та «Дуйсбург».